# Senokos (Vraptchichté)
Senokos (en macédonien Сенокос ; en albanais Senokosi) est un village du nord-ouest de la Macédoine du Nord, situé dans la municipalité de Vraptchichté. Le village comptait 1634 habitants en 2002. Il est majoritairement albanais.

## Démographie
Lors du recensement de 2002, le village comptait :
- Albanais : 1 602
- Macédoniens : 2
- Bosniaques : 2
- Autres : 28